# Tullio Bozza
Tullio Bozza (* 3. Februar 1891 in Neapel; † 13. Februar 1922 ebenda) war ein italienischer Degenfechter.

## Karriere
Tullio Bozza nahm an den Olympischen Spielen 1920 in Antwerpen in zwei Disziplinen teil. Im Einzelwettbewerb schied er in der Viertelfinalrunde als Siebter seiner Gruppe aus. In der Mannschaftskonkurrenz erreichte er mit der italienischen Equipe den ersten Platz. Zusammen mit Abelardo Olivier, Antonio Allocchio, Dino Urbani, Giovanni Canova, Tommaso Costantino, Andrea Marrazzi, Aldo Nadi, Nedo Nadi und Paolo Thaon di Revel wurde Bozza damit Olympiasieger. Zwei Jahre später starb er nach langer Krankheit.